# “Q” – unerwünscht
“Q” – unerwünscht (Originaltitel: Q-Less) ist die siebente Folge der ersten Staffel der US-amerikanischen Science-Fiction-Fernsehserie Star Trek: Deep Space Nine. Sie wurde in den Vereinigten Staaten über Syndication vermarktet und erstmals am 6. Februar 1993 auf verschiedenen Fernsehsendern ausgestrahlt. In Deutschland war sie zum ersten Mal am 27. Februar 1994 in einer synchronisierten Fassung auf Sat.1 zu sehen.

## Handlung
Im Jahr 2369 bei Sternzeit 46531.2 kehrt das Runabout Ganges aus dem Gamma-Quadranten zur Raumstation Deep Space Nine zurück. Aus unbekannten Gründen versagen die Energie- und Sauerstoffversorgung der Ganges. Die Besatzung muss gewaltsam befreit werden. Dabei stellt sich heraus, dass sich ein unerwarteter Gast an Bord befindet: die Archäologin Vash. Chefingenieur Miles O’Brien erkennt sie sofort wieder, denn er ist ihr schon einmal begegnet, als er noch auf der Enterprise diente. Vash ist eine sehr gute Freundin von deren Captain Jean-Luc Picard.
Commander Sisko und die anderen Führungsoffiziere sind erstaunt, wie sie in den Gamma-Quadranten gelangt ist. Das Wurmloch dorthin wurde erst vor wenigen Monaten entdeckt, doch Vash behauptet, sie hätte sich zwei Jahre im Gamma-Quadranten aufgehalten. Sie belässt es zunächst bei der nebulösen Aussage, ein Freund habe sie dorthin gebracht. Stationsarzt Julian Bashir untersucht Vash und flirtet dabei mit ihr. Im Anschluss mietet Vash ein sicheres Schließfach, um einige wertvolle Artefakte darin zu verstauen. O’Brien steht derweil vor einem Rätsel: Die Ganges funktioniert wieder völlig normal und es lässt sich keine Ursache für den Energieausfall finden. Stattdessen kommt es nun zu einem kurzen Energieausfall auf der Station.
Als Vash schließlich allein in ihrem Quartier ist, taucht plötzlich das mächtige Wesen Q auf – der „Freund“, der sie in den Gamma-Quadranten brachte. Sie möchte mit ihm nichts mehr zu tun haben, doch Q lässt nicht locker und möchte die Reisen mit ihr fortsetzen. Als es an der Tür klingelt und der Barbesitzer Quark davor steht, lässt Q ihn verschwinden, doch Vash verlangt, dass Q ihn zurückbringt, was der auch tut und daraufhin selbst verschwindet. Quark hat von Vashs Artefakten erfahren und bietet an, eine Auktion zu organisieren, auf der sie versteigert werden sollen. Vash ist damit einverstanden.
Als Quark wieder gegangen ist, klingelt Bashir und möchte Vash zum Essen einladen. Da sich Q wieder bemerkbar macht, behauptet sie, sie müsse sich noch frisch machen, und schickt Bashir schon einmal vor. Im Restaurant tritt Q als Kellner auf und warnt Bashir davor, sich mit Vash einzulassen. Dann schlägt er ihn mit tiefer Müdigkeit, woraufhin Bashir sofort in sein Quartier geht und sich schlafen legt. O’Brien sieht dies zufällig mit an und erkennt auch Q sofort wieder, denn dieser hatte schon mehrmals auf der Enterprise sein Unwesen getrieben. Er informiert sofort Sisko und schlägt vor, Vash zu fragen, was Qs Absichten sind, da die beiden sich auf der Enterprise kennengelernt hatten. Plötzlich kommt es zu einem erneuten Energieausfall.
Vash und Quark beraten derweil über die Startgebote für die Artefakte. Vash hält einen großen Kristall für das wertvollste Stück. Ihr Gespräch wird unterbrochen, als Sisko eintritt und Vash nach Q befragen möchte. Der taucht aber direkt selbst auf und Sisko verlangt von ihm, seine Station in Ruhe zu lassen. Q bestreitet, etwas mit den Energieausfällen zu tun zu haben, kann es aber nicht lassen, Spielchen mit Sisko zu treiben. Er lässt kurzzeitig alle außer Sisko von der Station verschwinden. Anschließend verwandelt er Quarks Bar in einen Boxring. Sisko schlägt ihn kurzerhand nieder und macht ihm deutlich, dass er hier nicht erwünscht ist.
Als die Gäste für die Auktion eintreffen, kommt es zu einem weiteren Energieausfall, begleitet von kleineren Hüllenbrüchen. Die Ursache hierfür ist ein massiver Gravitonimpuls. Sisko beginnt allmählich zu zweifeln, ob tatsächlich Q für diese Vorfälle verantwortlich ist. Der wiederum versucht erneut, Vash zu überreden, weitere Reisen mit ihm zu unternehmen. Er will ihr klarmachen, dass sie ihn braucht, und lässt sie die Auswirkungen eines tödlichen Insektenstichs spüren, vor dem er sie einst bewahrt hat.
Die Energieausfälle auf der Station werden schlimmer. Die Energie wird in Gravitonen umgewandelt und die Station wird in Richtung des Wurmlochs gezogen, wodurch ihre Zerstörung droht. Die genaue Quelle des Gravitonimpulses kann von den Sensoren der Station nicht erfasst werden. Wissenschaftsoffizierin Jadzia Dax entwickelt eine Methode, um sie mit ionisiertem Gas aufzuspüren. Q erscheint auf der Ops und hält den Führungsoffizieren vor, dass die Besatzung der Enterprise dieses Rätsel schon längst gelöst hätte. Er verschwindet wieder mit dem Hinweis, dass Vash viel gefährlicher sei als er selbst.
In Quarks Bar beginnt die Auktion und Q mischt sich unter die Gäste. Zum Abschluss wird der Kristall versteigert und dank Q gehen die Gebote in ungeahnte Höhen. Kurz nach dem Zuschlag stürmen jedoch Sisko, Dax und Major Kira in die Bar, denn sie haben den Kristall als die Quelle des Gravitonimpulses identifiziert. Er wird sofort ins All gebeamt, wo er sich prompt verwandelt. Er erweist sich als eine Lebensform, die offenbar zurück in ihre Heimat wollte. Das Wesen fliegt umgehend durch das Wurmloch zurück in den Gamma-Quadranten. Die Energieversorgung von Deep Space Nine wird wiederhergestellt und die Station kehrt an ihre ursprüngliche Position zurück.
Quark erzählt Vash von kürzlich entdeckten Ruinen auf dem Planeten Tartaras V. Sie möchte aber lieber zur Erde zurückkehren. Q versucht ein letztes Mal, sie umzustimmen, doch schließlich lässt er sie und die Station endgültig in Ruhe. Vash ändert ihre Pläne kurzfristig und verlässt die Station schließlich doch in Richtung Tartaras V. Dr. Bashir ist mittlerweile aus seinem Schlaf erwacht und möchte von den anderen Offizieren wissen, was er in der Zwischenzeit verpasst hat.

## Verbindungen zu anderen Star-Trek-Produktionen
Die Handlung von “Q” – unerwünscht greift Figuren und einzelne Folgen aus der Serie Raumschiff Enterprise – Das nächste Jahrhundert wieder auf:
- Q wurde bereits im Pilotfilm Der Mächtige / Mission Farpoint von 1987 eingeführt und hatte später regelmäßig Gastauftritte.
- Vash hatte ihren ersten Auftritt in Folge 3.19 (Picard macht Urlaub) aus dem Jahr 1990. Ihre dort gezeigte Begegnung mit Captain Picard auf dem Planeten Risa wird in “Q” – unerwünscht thematisiert.
- In Folge 4.20 (Gefangen in der Vergangenheit) von 1991 treffen Vash und Q aufeinander. Am Ende der Folge nimmt Vash Qs Angebot an, gemeinsam mit ihm die Galaxie zu bereisen. Die Handlung von “Q” – unerwünscht knüpft direkt hieran an.

Dr. Bashir erzählt hier erstmals die Geschichte, wie er in seiner Abschlussprüfung eine präganglionische Faser mit einem postganglionischen Nerv verwechselt hatte. Diese Geschichte wird in mehreren späteren Folgen der Serie wieder aufgegriffen.
Es besteht eine leichte Inkonsistenz bezüglich O’Brien und seinem ausführlichen Wissen über Vash und Q. Zwar war er zuvor über fünf Jahre auf der Enterprise stationiert, er hatte jedoch keinen Auftritt in den beiden Folgen mit Vash. In den Q-Folgen war er lediglich im Pilotfilm und einer weiteren Folge zu sehen, hatte dort aber keine direkte Interaktion mit Q.

## Produktion

### Drehbuch
In Hannah Louise Shearers ursprünglichem Drehbuchentwurf war nur die Rückkehr von Vash vorgesehen. Michael Piller und Robert Hewitt Wolfe hatten die Idee, auch Q einzubauen und damit aus der Folge eine direkte Fortsetzung von Gefangen in der Vergangenheit zu machen.

### Darsteller
Die Hauptfigur Jake Sisko (Cirroc Lofton) hat in dieser Folge keinen Auftritt.
Jennifer Hetrick hatte Vash bereits in zwei Folgen von Raumschiff Enterprise – Das nächste Jahrhundert gespielt. In “Q” – unerwünscht spielte sie diese Rolle ein drittes und letztes Mal.
John de Lancie hatte Q zuvor bereits in sieben Folgen von Raumschiff Enterprise – Das nächste Jahrhundert gespielt. Er hatte hier seinen einzigen Auftritt in Star Trek: Deep Space Nine. Später verkörperte DeLancie Q noch in drei weiteren Folgen von Raumschiff Enterprise – Das nächste Jahrhundert, in drei Folgen von Star Trek: Raumschiff Voyager, in einer Folge von Star Trek: Lower Decks und in neun Folgen von Star Trek: Picard.
Van Epperson, Darsteller des bajoranischen Angestellten, spielte auch einen Außerirdischen im Pilotfilm Aufbruch ins Unbekannte von Star Trek: Enterprise. Er war auch für Folge 6.01 (Gefahr aus dem 19. Jahrhundert, Teil II) engagiert worden, die mit ihm gedrehten Szenen wurden in der fertigen Folge allerdings nicht verwendet.

## Rezeption
Keith DeCandido bewertete “Q” – unerwünscht 2013 auf tor.com als eine leicht überdurchschnittliche Folge von Star Trek: Deep Space Nine. Er fand, dass die Figur Q nicht so recht in die Serie Star Trek: Deep Space Nine passe, hielt John de Lancies Darbietung aber dennoch für großartig. Ebenso lobte er das Zusammenspiel von Jennifer Hetrick und den Hauptdarstellern der Serie. Die Handlung um Vashs geheimnisvolles Artefakt und die Probleme, die es auf der Station verursacht, hielt DeCandido jedoch für zu technobabble-lastig.